# Wendlandia ternifolia
Wendlandia ternifolia är en måreväxtart som beskrevs av John Macqueen Cowan. Wendlandia ternifolia ingår i släktet Wendlandia och familjen måreväxter. Inga underarter finns listade i Catalogue of Life.